# Aedes polynesiensis
Aedes polynesiensis (hay muỗi vằn Polynesia) chỉ được tìm thấy ở Nam Thái Bình Dương trên các đảo thuộc quần đảo Austral, quần đảo Cook, quần đảo Ellice, quần đảo Fiji, quần đảo Hoorn, quần đảo Marquesas, quần đảo Pitcairn, quần đảo Samoa, quần đảo Society, quần đảo Tokelau, quần đảo Tuamotu. Nó là vật chủ trung gian truyền virus Dengue và lymphatic filariasis.